# Atletika na Letních olympijských hrách 2008 – 1500 metrů muži
Běh na 1500 metrů mužů na Letních olympijských hrách 2008 se uskutečnil ve dnech 15. srpna (rozběhy), 17. srpna (semifinále) a 19. srpna (finále) na Pekingském národním stadionu.

## Finále
Olympijským vítězem se stal původně Rašíd Ramzí z Bahrajnu. Při opakovaných zkouškách mu však byla v jeho vzorku objevena látka CERA, vylepšená verze krevního dopingu EPO. Definitivně byl Ramzí původem z Maroka diskvalifikován 18. listopadu 2009. Na stupně vítězů se dodatečně dostal Francouz Mehdi Baala.
| Umístění         | Jméno                   | Národnost      | Výkon   |
| ---------------- | ----------------------- | -------------- | ------- |
| Zlatá medaile    | Asbel Kipruto Kiprop    | Keňa           | 3:33,11 |
| Stříbrná medaile | Nick Willis             | Nový Zéland    | 3:34,16 |
| Bronzová medaile | Mehdi Baala             | Francie        | 3:34,21 |
| 4.               | Juan Carlos Higuero     | Španělsko      | 3:34,44 |
| 5.               | Abdalaati Iguider       | Maroko         | 3:34,66 |
| 6.               | Juan van Deventer       | JAR            | 3:34,77 |
| 7.               | Belal Mansoor Ali       | Bahrajn        | 3:35,23 |
| 8.               | Andrew Baddeley         | Velká Británie | 3:35,37 |
| 9.               | Augustine Kiprono Choge | Keňa           | 3:35,50 |
| 10.              | Daham Najim Bashir      | Katar          | 3:37,68 |
| 11.              | Christian Obrist        | Itálie         | 3:39,87 |
| DSQ              | Rašíd Ramzí             | Bahrajn        | 3:32,94 |